# Права людини в Болгарії
Попри те, що Болгарія стала членом Європейського Союзу ще в 2007 році , дотримання прав людини у цій країні не вважається ідеальним. Серед проблемних питань виділяють, зокрема, відсутність у Болгарії спеціального законодавства, яке б захищало ЗМІ від державного втручання, а також переповненість в'язниць (і, відповідно, порушення прав ув'язнених). Крім цього, увагу міжнародної спільноти привертають стан та проблеми функціонування в Болгарії мережі закладів для дітей і дорослих з розумовими вадами, ставлення органів державної влади до македонської та ромської етнічних меншин, непоодинокі факти торгівлі людьми, а також факти дискримінації, переслідування та загальна громадська нетерпимість, особливо в засобах масової інформації, щодо деяких релігійних груп.

#### Засоби масової інформації
Свобода вираження поглядів гарантується Конституцією Болгарії, національне законодавство формально приведено у відповідність до ключових міжнародних стандартів захисту свободи ЗМІ. Проте під час моніторингу ситуації, що склалася у перебігу підготовки до виборів до Парламенту країни у жовтні 2022 року, місією БДІПЛ/ОБСЄ було зафіксовано наявність випадків тривалих цивільних і кримінальних судових процесів проти незалежних засобів масової інформації, що займаються журналістськими розслідуваннями, з вимогою відшкодування збитків на суму до 1 мільйона левів, які, на переконання місії, демонструють вразливість журналістів до переслідувань у судах. Основними підставами для ініціювання судових проваджень щодо журналістів є звинувачення їх у наклепах, дифамації та образах. Крім цього було зазначено, що підконтрольність окремих ЗМІ політичним партіям та їхнім лідерам зменшують плюралізм думок у суспільстві та підривають довіру громадськості до роботи журналістів.

#### Національні меншини
Хоча етнічні меншини становлять близько 15 відсотків населення країни, Конституцією Болгарії не дається визначення національних меншин. Крім того, відповідно до звіту місії БДІПЛ ОБСЄ, у законодавстві країни відсутні положення, що сприяли б участі меншин у загальнонаціональних та місцевих виборах або дозволяли публічну комунікацію мовою, іншою, ніж болгарська, що не відповідає міжнародним стандартам та рекомендаціям БДІПЛ/ОБСЄ та Венеційської Комісії. 

#### Пенітенціарні заклади
Європейський суд з прав людини у своєму пілотному рішенні від 27 січня 2015 року у справі Нешков та інші проти Болгарії втретє дійшов висновку, що переповненість і вкрай погані матеріальні умови в болгарських в'язницях становили порушення статті 3 Конвенції (заборона нелюдського і такого, що принижує гідність, поводження) щодо ув'язнених заявників. Взявши до уваги характер порушень суд визнав, що в болгарській пенітенціарній системі існує системна проблема, і встановив термін у 18 місяців, протягом якого уряд повинен був вжити комплексних заходів для її вирішення.

#### Торгівля людьми
Кінець комуністичного режиму сприяв зростанню торгівлі людьми, причому більшість жертв становлять жінки, яких примушують до проституції. Болгарія є країною походження і країною транзиту осіб, великою мірою жінок і дітей, яких продають з метою сексуальної експлуатації.  Болгарський уряд продемонстрував певну прихильність до боротьби з торгівлею людьми, але його критикують за нездатність розробити ефективні заходи у сфері правоохоронної діяльності та захисту жертв.

#### Свобода віросповідання
Конституція Болгарії передбачає свободу віросповідання, проте законодавством країни забороняється публічне сповідування релігії незареєстрованими групами. Крім цього, православне християнство визначено "традиційною" релігією Болгарії. Періодично фіксуються повідомлення про суспільні зловживання або дискримінацію на основі релігійних переконань чи практики, що здебільшого здійснюються органами місцевої влади. Проблемою залишаються дискримінація, утиски та загальна нетерпимість суспільства щодо деяких релігійних груп, що проявляється також у засобах масової інформації.